# Funisciurus pyrropus
Funisciurus pyrropus là một loài động vật có vú trong họ Sóc, bộ Gặm nhấm. Loài này được F. Cuvier mô tả năm 1833.

## Phân loài
- F. p. pyrropus
- F. p. akka
- F. p. leonis
- F. p. leucostigma
- F. p. mandingo
- F. p. nigrensis
- F. p. niveatus
- F. p. pembertoni
- F. p. talboti